# Corona radiata (impero romano)

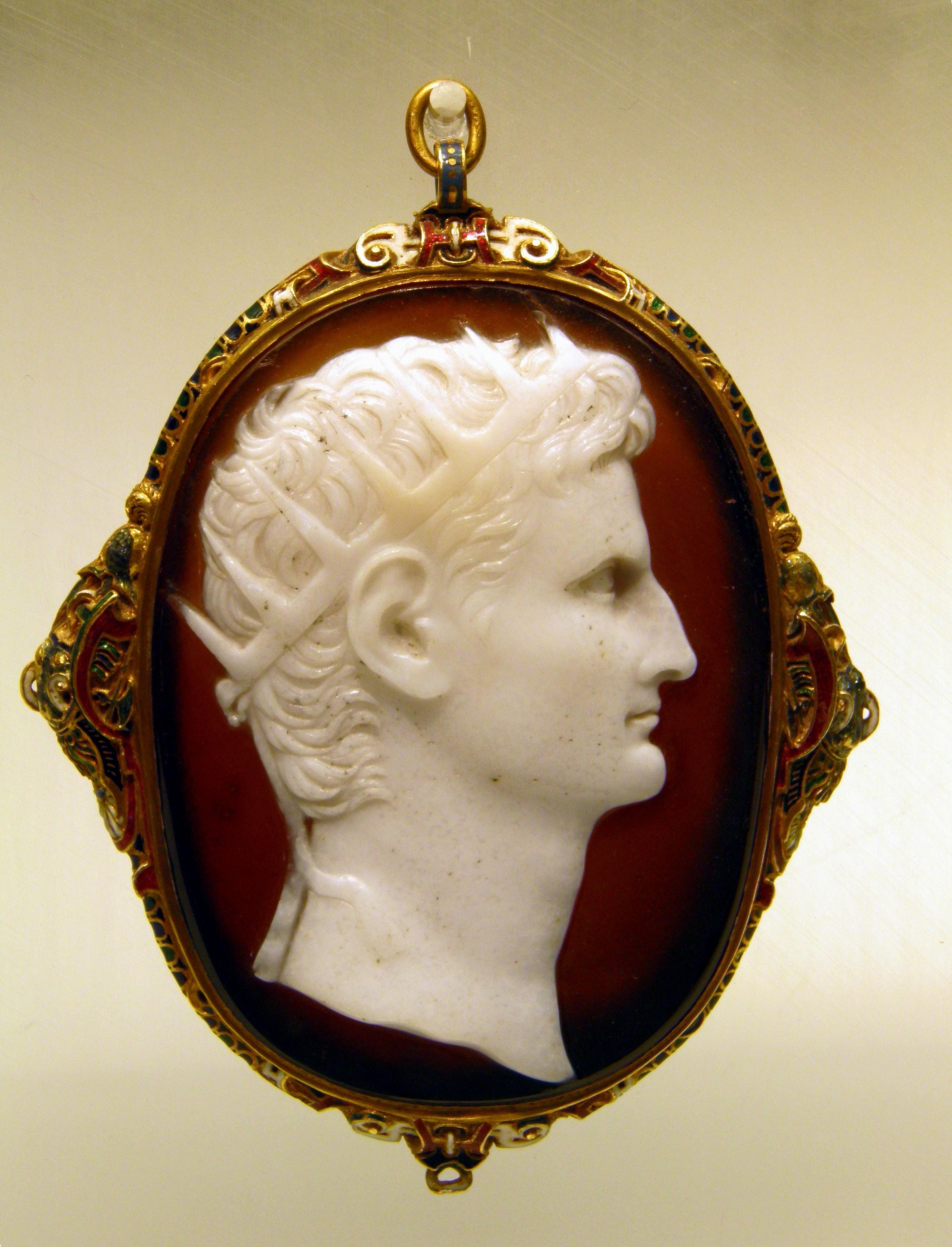
Cameo di Augusto con la Corona radiata presso il Museo Romano-Germanico di Colonia

La corona radiata era utilizzata dagli Imperatori romani, la cui forma ricordava i raggi del sole, come spesso appare nella monetazione del periodo. Già Augusto in alcuni Camei era raffigurato con tale corona. La ritroviamo poi attestata con Caligola, Traiano, Marco Aurelio, e altri ancora. Era alternata con la corona di alloro (utilizzata soprattutto in epoca repubblicana).
Questo genere di corona sarà utilizzata soprattutto durante il periodo dell'anarchia militare.
Nel III secolo, forse per il suo significato militare, simbolico e in seguito religioso (fu attribuita al Sole) ebbe molto successo. Nella monetazione del periodo la troviamo negli Antoniniani, in seguito alla riforma di Diocleziano del 305 solo nei doppi follis. La corona radiata ebbe molto successo soprattutto sotto Gallieno, Claudio il Gotico e Aureliano, che tra l'altro volle portare il culto del sole a Roma costruendo un sontuoso tempio.
Fino a Diocleziano nella monetazione la corona radiata è ancora presente, in seguito alla tetrarchia le testimonianze diminuiscono. Con Costantino nel IV secolo d.c. sembra che sia progressivamente caduta in disuso a favore del diadema di gemme, nuovo simbolo di regalità che durerà fino alla fine del V secolo, sostituito in oriente da una corona diademata con pendenti.
Nell'Historia Augusta l'uso della corona radiata è attribuito a Gallieno:
(Historia Augusta - Due Gallieni, 16.4.)